# يوري موروزوف (شخصية أعمال)
يوري موروزوف (بالروسية: Морозов, Юрий Ионович)‏ (و. 1949  م) هو شخصية أعمال، وسياسي من الاتحاد السوفيتي، وروسيا، ولد في سترليتاماك.

## التعليم
تعلم في Ufa State Petroleum Technological University ‏
.